# Orchestre de l'Opéra national de Paris

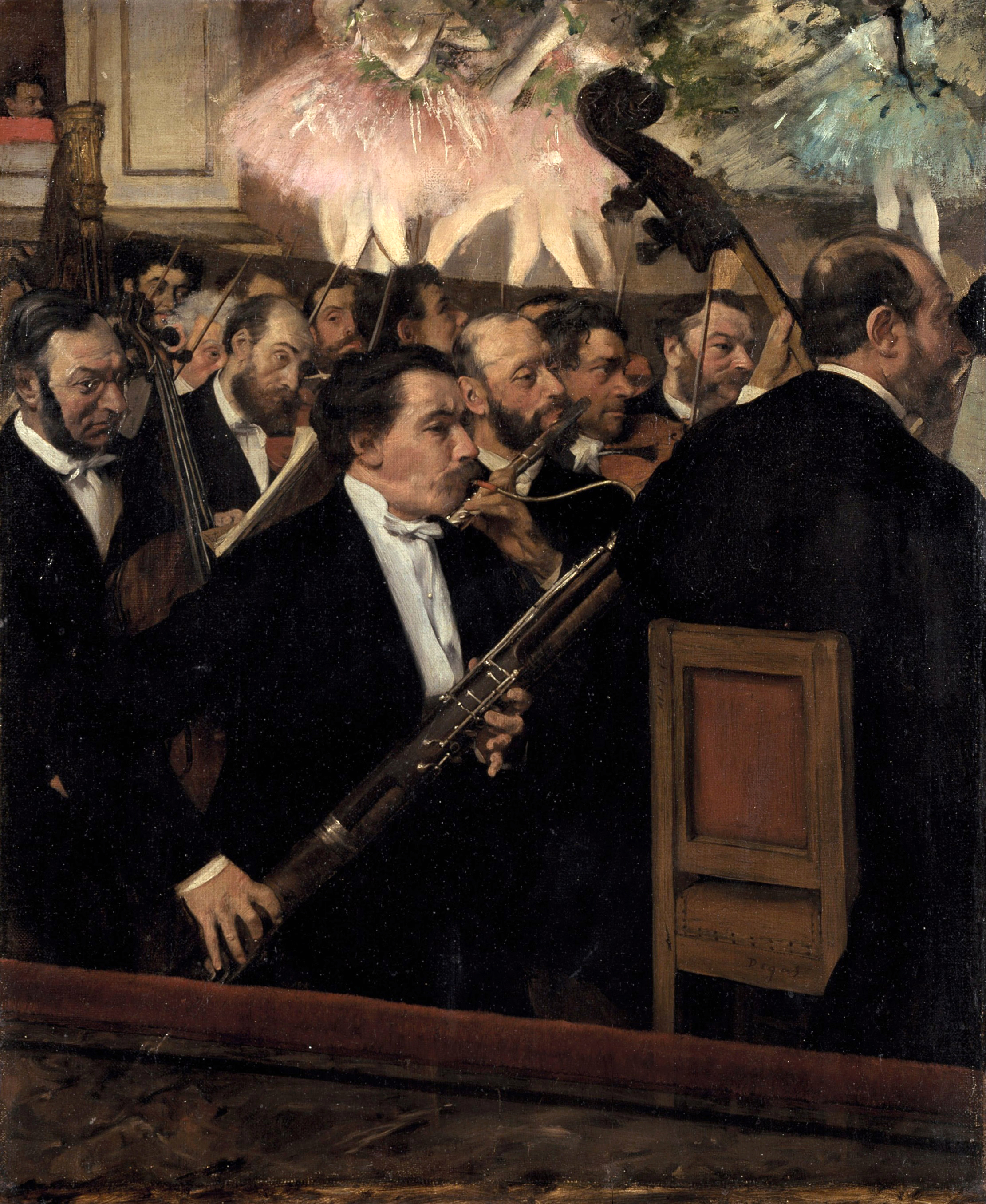
L'Orchestre de l'Opéra (1868-69), Edgar Degas, Musée d'Orsay, Parijs

Het Orchestre de l'Opéra national de Paris (Frans voor: Orkest van de nationale opera van Parijs) is een Frans symfonieorkest dat stamt uit 1672. Het is nu het orkest van het gezelschap Opéra national de Paris. Het orkest wordt sinds de opening van de Opéra Bastille in 1989 ook wel Orchestre de l'Opéra Bastille genoemd.

## Geschiedenis
In 1672 werden de Parijse opera en zijn orkest opgericht door Jean-Baptiste Lully. In de jaren 1672 speelt het orkest onder zijn leiding, 1 première en 1 à 2 hernemingen per seizoen. In de 18e eeuw speelde het orkest 2 à 8 premières en een dozijn verschillende producties per seizoen. Bij reprises werden dan nog vaak veranderingen aangebracht in de composities, omdat werken in die tijd nog niet beschermd waren. In 1752 vond de eerste uitvoering door een buitenlands gezelschap plaats: les Bouffons. In 1774 werd voor de eerste keer een buitenlands werk gebracht in Franse vertaling: Orphée et Eurydice van Gluck.
In de negentiende eeuw werd veel werk van buitenlandse componisten uitgevoerd. De staat bepaalde het aantal uitvoeringen en oefende censuur uit. Er werden 1 tot 7 premières en dertig producties per seizoen gemaakt. In 1870 verhuisde het gezelschap naar het nieuwe Operagebouw, nu Palais Garnier. Er werd een bibliotheek ingericht. In de twintigste eeuw kwam er meer aandacht voor buitenlandse muziek, steeds vaker ook in de oorspronkelijke taal, en waren er vaker buitenlandse gezelschappen en musici te gast. Het repertoire uit de barok werd herontdekt, maar dan aangepast aan het modern orkest. In 1987 bracht het orkest de opera Giulio Cesare van Händel, voor het eerst op authentieke instrumenten, onder leiding van Jean-Claude Malgoire. Anno 1997 speelde het orkest 1 tot 2 premières en dertig producties per seizoen, onder auspiciën van de Parijse Opera.
Het orkest speelde vanaf 1870 in het Palais Garnier, de oude Opera, en sinds de opening in 1989 in de Opéra Bastille, beide locaties van de Opéra national de Paris. In 2011 telde het orkest 174 musici.
Veel orkestmusici geven en gaven les aan Conservatoire National Supérieur de Musique et Danse de Paris, zoals Pierre Thibaud, Pierre Pierlot (hobo), Maurice Allard (fagot), Guy Deplus en Pierre Doukan.
De jonge dirigent en muzikaal directeur van de opera Philippe Jordan bracht met het orkest in de seizoenen 2009–2013 de vier delen van Der Ring des Nibelungen van Richard Wagner waarvoor de bezetting van het orkest werd uitgebreid; ter gelegenheid van de 200e geboortedag van Wagner werden van 18 tot en met 26 juni 2013 de vier delen in het zogenaamde Festival du Ring verdeeld over acht dagen opnieuw gegeven. Bij gelegenheid daarvan werd Linda Watson die de rol van Brünnhilde vertolkte op 23 juni 2013 benoemd in het Franse Legioen van Eer.

## Dirigenten
- Myung-Whun Chung: 1989–1994
- James Conlon: 1996–2004
- Philippe Jordan: 2009–